# Maestro di Offida

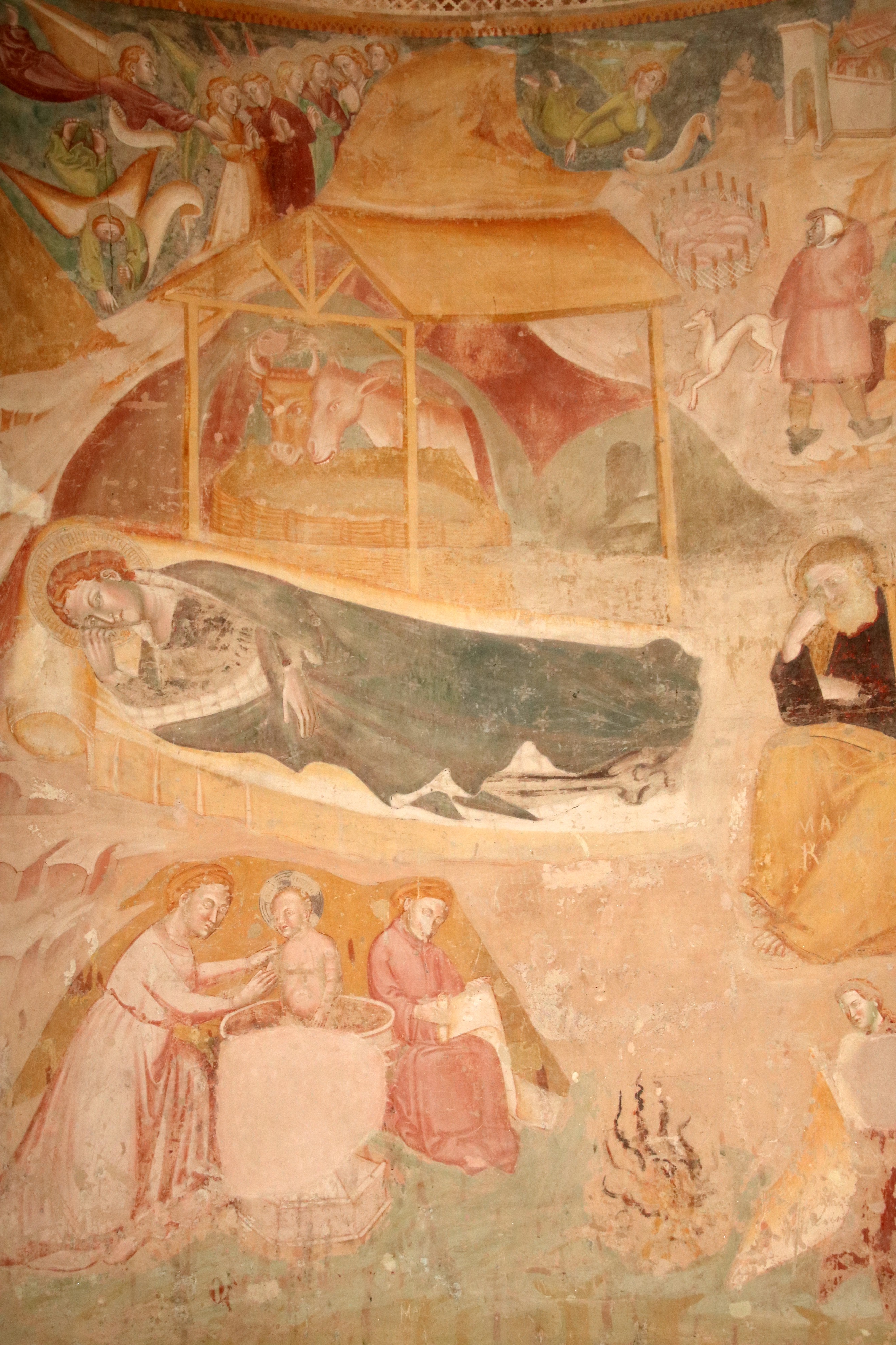

Maestro di Offida (Offida, ... – ...) est le nom de convention avec lequel est identifié un peintre anonyme actif entre le milieu du XIVe siècle jusqu’au début probable du XVe siècle.
Le Maestro di Offida aurait été l'apprenti du Maestro du polyptyque d'Ascoli dans une fresque avec une Crucifixion récemment découverte dans l'atrium de la cathédrale d'Ascoli Piceno. Du sud des Marches, il se serait déplacé dans les Abruzzes jusqu’en Basilicate.    
Un élément distinctif qui permet de reconnaître les œuvres de ce peintre est la manière[Laquelle ?] dont sont représentés les rayons des auréoles des saints. 
Maestro di Offida pourrait avoir été un moine, qui aurait peint dans un style dérivé d'une transposition de l'héritage de Giotto. 

## Œuvres
De nombreuses œuvres lui sont attribuées, principalement des fresques et seulement deux panneaux :  
- fragment d'une fresque sur le mur du chœur de la cathédrale de San Berardo in Teramo, autour de 1440 ;
- fresques redécouvertes en 1905 sur l'envers de la façade de la cathédrale d'Atri[2] ;
- fresque de l'église des Saints Salvatore et Nicola à Canzano[3] ;
- fresque avec Crucifixion dans un environnement à la base du clocher de l'église de Santa Maria Pie di Chienti à Montecosaro Scalo, datée de 1360 environ[4] ;
- plusieurs fresques de l'église de Santa Maria della Rocca à Offida[5], dont celles du transept sont datées d'une inscription peinte en 1367[6] ;
- fresques avec l'Annonciation, Sainte Catherine et les Mécènes et avec la Procession des vierges martyres avec des robes blanches dans le monastère des religieuses bénédictines de San Marco, toujours à Offida[7] ;
- fresques dans l'abside de l'église de San Francesco à Montefiore dell'Aso[8] ;
- fresques avec des Histoires du pape Sylvestre dans la crypte des saints Vincent et Anastasio à Ascoli Piceno[9] ;
- fresque avec la Madonna del latte dans l'église de San Tommaso à Ascoli Piceno ;
- fresque avec des Scènes de la vie de Jésus dans la collégiale de San Michele Arcangelo à Città Sant'Angelo ;
- panneau peint à la détrempe avec Vierge trônant avec l'enfant, appelé La Vierge noire de Constantinople, de l'église de la Santissima Annunziata di Penne et actuellement conservé au Musée national des Abruzzes à L'Aquila[10]  ;
- fresques du cycle de Saint Thomas (1423-1425) dans la nef droite de l'église Santa Maria in Piano à Loreto Aprutino ;
- Scènes christologiques et mariales (1428) dans la nef droite de l'église de Piano à Loreto Aprutino ;
- Jugement Particulier ou Jugement universel (1429) sur l'envers de la façade de l'église  Santa Maria in Piano à Loreto Aprutino[11] ;
- triptyque de la Vierge à l'Enfant dans l'église de Santa Maria Maggiore à Rabatana à Tursi (en Basilicate[12]) ;
- fresques attribuées au cercle du maître d'Offida dans l'église de San Giovanni in Monterubbiano.